# Ống dẫn trứng
Ở động vật có xương sống, trừ động vật có vú, đường đi từ buồng trứng ra bên ngoài cơ thể được gọi là ống dẫn trứng.  Ở động vật có vú cái, lối đi này còn được gọi là ống tử cung hoặc ống Fallop.  Những quả trứng di chuyển dọc theo ống dẫn trứng.  Những quả trứng này hoặc sẽ được thụ tinh bởi tinh trùng để trở thành hợp tử, hoặc sẽ thoái hóa trong cơ thể.  Thông thường, đây là những cấu trúc được ghép nối, nhưng ở chim và một số loài cá sụn, một hoặc một bên không phát triển (cùng với buồng trứng tương ứng), và chỉ tìm thấy một ống dẫn trứng có hoạt động.
Ngoại trừ trong phân lớp teleost, ống dẫn trứng không tiếp xúc trực tiếp với buồng trứng.  Thay vào đó, phần trước nhất kết thúc theo cấu trúc hình phễu gọi là infundibulum, thu thập trứng khi chúng được buồng trứng giải phóng vào khoang cơ thể.
Loài động vật có xương sống cái duy nhất thiếu ống dẫn trứng là những loài cá không xương.  Ở những loài này, buồng trứng hợp nhất sẽ giải phóng trứng trực tiếp vào khoang cơ thể.  Cuối cùng, cá đẩy trứng qua các lỗ sinh dục nhỏ về phía sau cơ thể.

## Cá và động vật lưỡng cư
Trong động vật lưỡng cư và cá phổi, ống dẫn trứng là một đơn giản lông ống, lót bằng chất nhầy -secreting tuyến sản sinh ra thạch bao bọc các trứng.  Trong tất cả các động vật có xương sống khác, thông thường có một số mức độ chuyên môn hóa của ống, tùy thuộc vào loại trứng được sản xuất.
Ở cá sụn, phần giữa của ống phát triển thành tuyến vỏ.  Phần đầu tiên của tuyến này tiết ra lòng trắng trứng, trong khi phần dưới tiết ra một viên nang cứng, sừng để bảo vệ trứng đang phát triển.  Bên dưới tuyến vỏ là ovisac, một khu vực xa trong đó trứng được lưu trữ trước khi đẻ.  Trong  các loài noãn thai sinh, trứng vẫn còn trong ovisac cho đến khi nó nở ra.  Tuy nhiên, một số loài cá sụn thực sự rất hoạt bát, sinh ra những con non và không có vỏ trứng.  Trong các hình thức này, ovisac nuôi dưỡng phôi đang phát triển, thường với sự trợ giúp của sự phát triển mạch máu tương tự, nhưng đơn giản hơn nhiều so với nhau thai động vật có vú.
Các loài cá có vây tia nguyên thủy nhất vẫn giữ cấu trúc đơn giản cũng được tìm thấy ở cá phổi, nhưng trong các ống tele, nếp gấp phúc mạc bao quanh buồng trứng và phần trên của ống, hợp nhất chúng thành một cấu trúc.  Buồng trứng tự rỗng, với trứng được đưa vào khoang trung tâm và từ đó truyền trực tiếp vào ống dẫn trứng.  Bản chất khép kín của hệ thống sinh sản nữ ở những loài cá này khiến trứng không thể thoát ra khỏi khoang cơ thể nói chung; một sự phát triển cần thiết cho rằng hàng ngàn hoặc thậm chí hàng triệu quả trứng có thể được giải phóng ra trong một lần sinh sản.